# Бхимашанкар
Бхимашанкар — одна из 12 основных шиваитских святынь-джьотирлингамов, расположенная в 50 км к северо-западу от Раджгурунагара, около Пуны, в Индии. Бхимашанкар также является истоком реки Бхима, которая протекает на юго-восток и соединяется с рекой Кришна.